# Beatie Edney
Beatie Edney, egentligen Beatrice Edney, född 23 oktober 1962 i London, är en brittisk skådespelare. Hon är dotter till Sylvia Syms.

## Filmografi
- 1986 - Highlander - Heather MacLeod
- 1987 - En handfull stoft - Marjorie
- 1989 - Vilda blommor - Sadie
- 1990 - Mister Johnson - Celia Rudbeck
- 1990 - Den lilafärgade bussen - Dee
- 1993 - I faderns namn - Carole Richardson
- 1994 - MacGyver: Trail to Doomsday - Natalia
- 1994 - Hard Times (miniserie)
- 1995 - I mördarens spår - Ett barn försvinner - Susan Covington
- 1995 - Farlig kärlek - Esther
- 2001 - Klassiska mord - Vit springande list - Lyla Milburn
- 2003 - Ett fall för Frost - Hidden Truth - Sheila
- 2008 - Miss Pettigrew Lives for a Day - Mrs. Brummegan
- 2010 - Wallander – The Fifth Woman - Adela Blomberg

### Spel
- 2000 - The World Is Not Enough - Dr. Natalya Damescu